# Steffen Will
Steffen Will (* 1974 in Meersburg am Bodensee) ist ein deutscher Schauspieler.

## Leben
Steffen Will studierte bis 2003 Schauspiel an der Arturo Schauspielschule in Köln. Zudem nahm er an ifs-workshops mit Stefan Krohmer, Arne Feldhusen, Mark Zak und Christian Gillmann teil.
Will ist vor allem für seine Hauptrolle als Mario Korthals in dem ZDF-Krimi Heldt bekannt.

## Filmografie
- 2008: Mord mit Aussicht (Fernsehserie, Folge 2)
- 2009: Hans im Glück (Kurzfilm)
- 2009: Tatort: Höllenfahrt
- 2012: Mensch Mama! (Fernsehfilm)
- 2012: Die Nonne und der Kommissar – Verflucht
- 2013: Notruf Hafenkante (Fernsehserie, Folge Einmal Traumschiff)
- 2013–2021: Heldt (Fernsehserie)
- 2013–2014: Diese Kaminskis – Wir legen Sie tiefer! (Fernsehserie, 7 Folgen)
- 2014: Zwei mitten im Leben
- 2014: SOKO Köln (Fernsehserie; Staffel 12, Folge 17)
- 2014: Heiter bis tödlich: Koslowski & Haferkamp (Fernsehserie)
- 2014: Sternstunde ihres Lebens
- 2015: Über den Tag hinaus
- 2016: Der weiße Äthiopier (Fernsehfilm)
- 2016: Tatort: Die Geschichte vom bösen Friederich (Fernsehreihe)
- 2016: Zu ihrer eigenen Sicherheit (Fernsehfilm)
- 2016: Alarm für Cobra 11 – Die Autobahnpolizei – Ausgebrannt (Fernsehserie)
- 2017: Einstein
- 2018: Helen Dorn: Prager Botschaft
- 2019: Wilsberg: Minus 196° (Fernsehreihe)
- 2021: Tonis Welt (Fernsehserie, Vox)
- 2021: Kroymann (Satiresendung, 1 Folge)
- 2021: Der Rebell – Von Leimen nach Wimbledon
- 2022: Horst Lichter – Keine Zeit für Arschlöcher (Fernsehfilm)
- 2022: In aller Freundschaft – Die Kraft der Schwachen (Fernsehserie)
- 2023: Da hilft nur beten!

## Auszeichnungen
- Bester Schauspieler beim internationalen Kurzfilmfestival «abgedreht 2004»